# Ilja Michailowitsch Frank

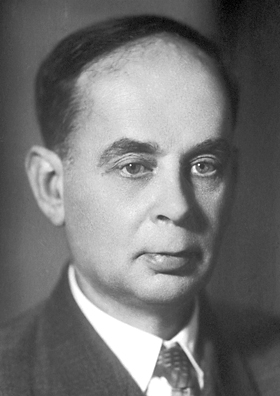
Ilja Frank

Ilja Michailowitsch Frank (russisch Илья́ Миха́йлович Франк; * 10. Oktoberjul. / 23. Oktober 1908greg. in Sankt Petersburg; † 22. Juni 1990 in Moskau) war ein sowjetischer Physiker und Nobelpreisträger.

## Leben
Der Sohn des Mathematikprofessors Michail Ljudwigowitsch Frank und seiner Ehefrau Jelisaweta Michailowna Grazijanowa ging nach seinem Abschluss 1930 an der Staatlichen Moskauer Universität (wo er ein Schüler von Sergei Wawilow war) zunächst zu Professor Alexander Terenin (1896–1967) nach Leningrad und wechselte 1934 an das Lebedew-Institut der Sowjetischen Akademie der Wissenschaften. Er wurde 1935 habilitiert (russischer Doktortitel) und 1944 in den formellen Rang eines Professors erhoben. Er wurde 1941 Leiter des Labors für Kernphysik am Lebedew-Institut und 1957 zusätzlich zum Direktor des Neutronenlaboratoriums des Kernforschungszentrums Dubna ernannt.
Frank heiratete 1937 die Historikerin Ella Abramowna Beilichis und hatte mit ihr einen Sohn, Alexander.
Sein Grab befindet sich auf dem Wwedenskoje-Friedhof in Moskau.

## Werk
Nach ersten Untersuchungen zur Photolumineszenz und zur Photochemie begann er 1934 seine Arbeiten zur Kernphysik bei Dmitri Skobelzyn. In seinen wesentlichen Arbeiten untersuchte er die Paarerzeugung durch Gammastrahlen sowie Probleme zur Messung und Anwendung von Gammastrahlen und legte die theoretischen Grundlagen zum Verständnis des Tscherenkow-Effekts.
Frank wurde 1958 zusammen mit Pawel Tscherenkow und Igor Tamm mit dem Nobelpreis für Physik „für die Entdeckung und Interpretation des Tscherenkow-Effekts“ ausgezeichnet.

## Auszeichnungen
- Korrespondierendes Mitglied der Akademie der Wissenschaften der UdSSR, 1946 (volles Mitglied 1968)
- Nobelpreis für Physik, 1958
- Auswärtiges Mitglied der Akademie der Wissenschaften der DDR, 1977
- S.-I.-Wawilow-Goldmedaille der Akademie der Wissenschaften der UdSSR, 1979